# Кизеветтер, Георг Иванович
Кизеве́ттер, Гео́рг Ива́нович (1808, Санкт-Петербург — 22 мая 1857) — русский архитектор XIX века, первый городской архитектор Нижнего Новгорода (1836—1846). По проектам Кизеветтера в Нижнем Новгороде были построены более ста зданий, в основном частных и доходных домов на центральных улицах города.

## Биография
Георг Кизеветтер родился в Петербурге в семье историка и теоретика музыки. С 1819 по 1829 год учился на отделении зодчества Петербургской академии художеств. По окончании Академии в 1829 году Кизеветтер был назначен на должность архитектора Губернской Казённой палаты Нижнего Новгорода. В его обязанности входил ремонт и строительство «казённых заведений» в городах губернии: почтовых станций, казарм, тюрем, больниц и богаделен. В этом качестве Кизеветтер показал себя ревностным и требовательным специалистом, и в 1836 году губернский архитектор И. Е. Ефимов рекомендовал его на вновь учреждённую должность главного городового архитектора. В 1840 году Кизеветтер назначается ярмарочным архитектором. В 1846 году по причине конфликта с властями Кизеветтер был отстранён от должности и вернулся в Петербург. Много лет пытался добиться справедливости в судебном порядке. В 1856 году Георг Иванович был назначен на должность городового архитектора Архангельска, но после конфликта — уже с тамошними властями — скончался через год по причине ослабшего здоровья.

## Память об архитекторе в Нижнем Новгороде

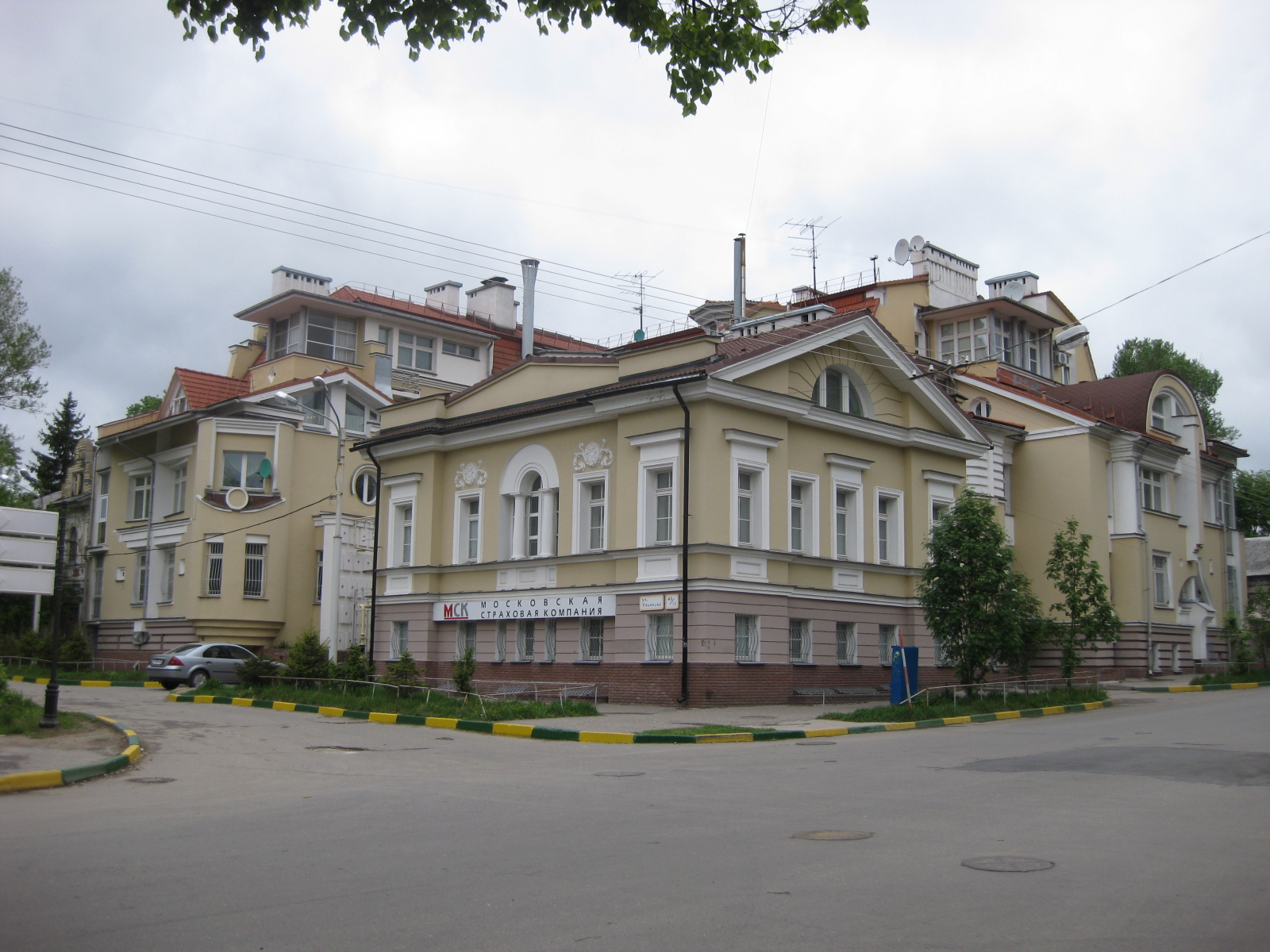
Дом «Памяти Кизеветтера». Ул. Ульянова, 40

### Улица Кизеветтеровская
Улица, на которой жил архитектор и в проектировании которой он участвовал (современная ул. Фрунзе), долгое время называлась Кизеветтерской (Кизеветтеровской). Дом, где жил Георг Иванович, как и название улицы, не сохранились.

### Дом «Памяти Кизеветтера»
В середине 1990-х годов на углу улиц Ульянова и Семашко (Ульянова, 40) по проекту архитекторов Валерия Никишина, Андрея Рубцова и Марины Седовой был построен жилой комплекс, названный «Памяти Кизеветтера». Основой комплекса является проект Г. И. Кизеветтера, предположительно предназначавшийся к воплощению вместо сгоревшего в 1839 году дома на углу этих улиц, в котором жил психиатр П. П. Кащенко. Часть здания — двухэтажный особняк — построена по архивным чертежам, её окружают строения, выполненные с использованием самых современных стилей и материалов.

## Проекты Кизеветтера

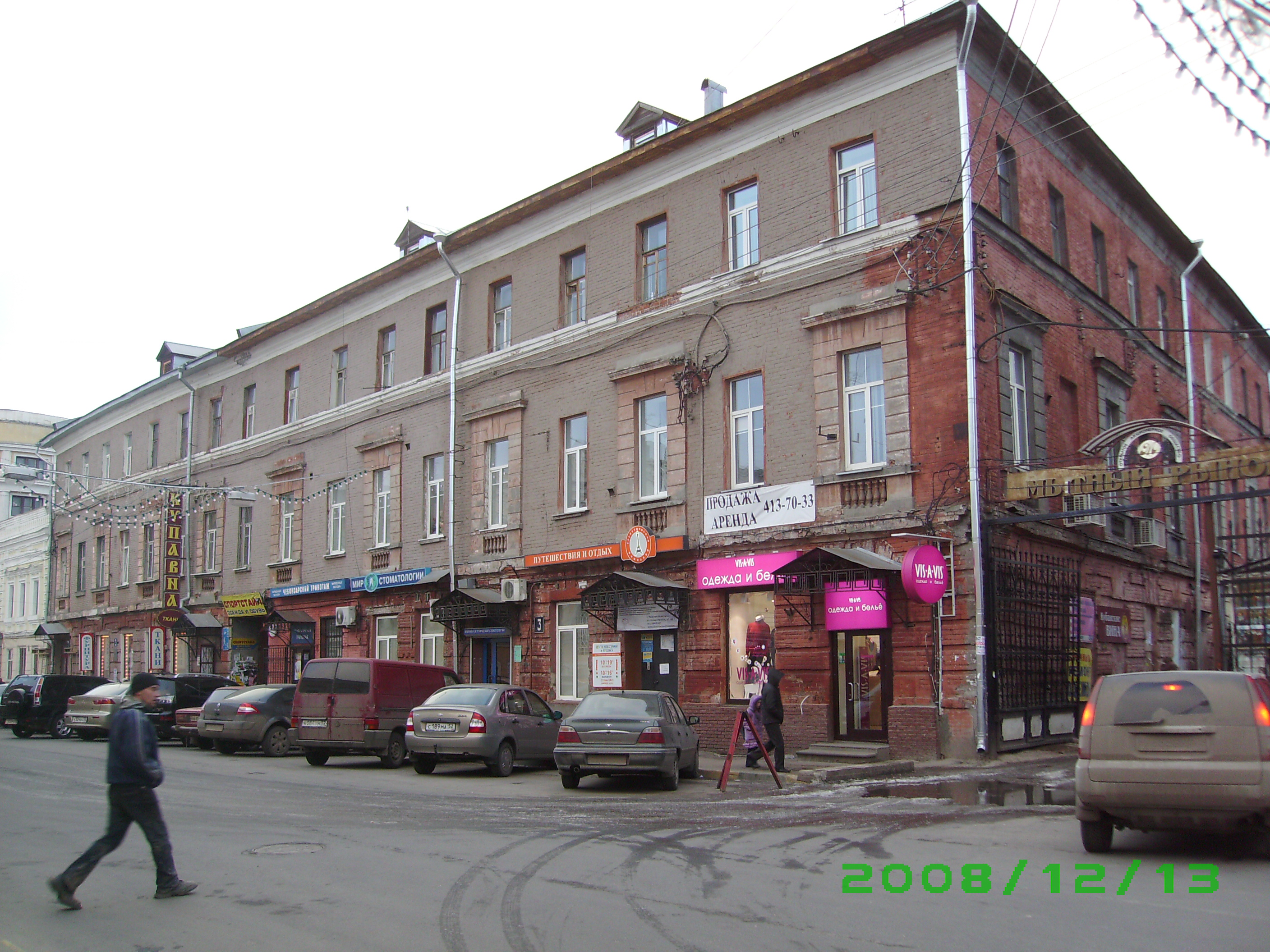
Доходный дом И. А. Княгининского

Первой работой Георга Кизеветтера в качестве городового архитектора в 1837 году стал доходный дом секретаря военного губернатора И. А. Княгининского у Мытного рынка (Алексеевская, д. 3), известный коренным нижегородцам как Всесословный клуб. Второй этаж дома сдавался под жильё, первый — под торговые лавки, подвалы использовались как склады. Историк Н. И. Храмцовский назвал дом «самым огромным строением из всех частных зданий верхней части города». После пожара 1848 года дом был куплен и отремонтирован почётным гражданином Нижнего Новгорода купцом В. К. Мичуриным, здесь арендовала помещения Казённая палата, а после отмены крепостного права — Клуб всех сословий.

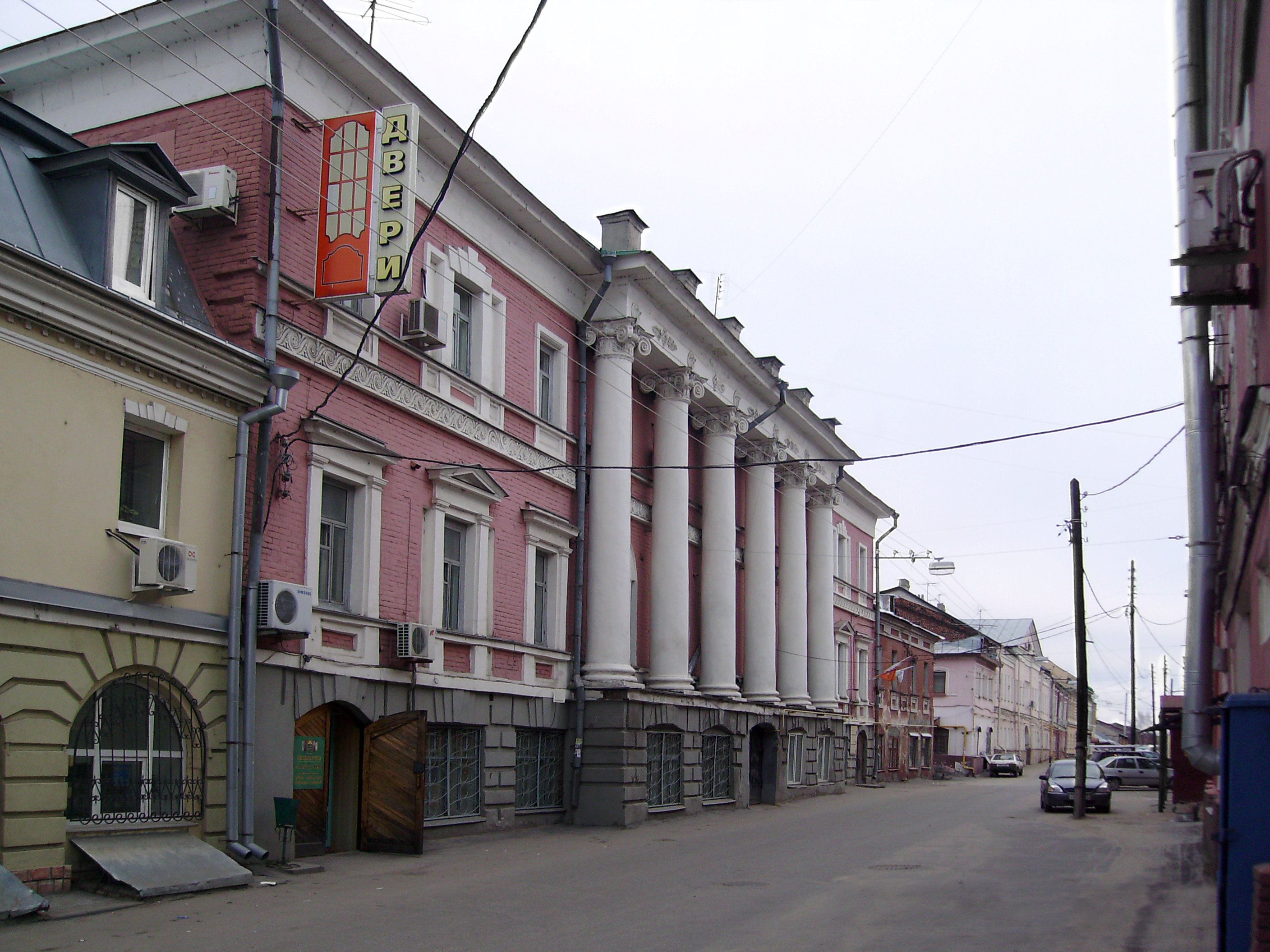
«Столбы»

Одним из наиболее известных творений Г. И. Кизеветтера является доходный дом с жилым флигелем на бывшей Мироносицкой улице (Лыкова дамба, 2 и 2а), построенный в 1838—1839 годах. Он принадлежал священнику Верхнепосадской Никольской церкви Александру Ивановичу Добролюбову, отцу известного литературного критика. В настоящее время здесь действует музей Н. А. Добролюбова.
Самое знаменитое произведение Кизеветтера — дом городского головы Фёдора Петровича Переплётчикова (ул. Кожевенная, 11), построенный в 1838—1840 годах. За него архитектор был удостоен похвалы императора Николая I: «Кизеветтеру объявить Монаршее удовольствие за красоту сего фасада». По проекту, на ризалитном центральном выступе цокольного этажа покоились шесть колонн, охватывавших верхние этажи, за что клуб-чайная для бедноты, открытая здесь в 1902 году по инициативе Д. В. Сироткина, называлась «Столбы».

### Здания, имеющие статуспамятника архитектуры
| Здание                                                                                     | Изображение | Описание |
| ------------------------------------------------------------------------------------------ | ----------- | --- |
| Памятники федерального значения                                                            |             | |
| Усадьба С. С. Долганова Ильинская ул., 48, 50                                              |             | XIX в |
| Усадьба Ермолаевых (Парфёнова П. И.) Ильинская ул., 94, 94а, 96                            |             | 1840 год, начала XX века. |
| Дом С. Я. Никлауса Минина ул., 25                                                          |             | 1841—1843 гг. В доме жили известный музыкальный деятель В. Ю. Виллуан, открывший в Нижнем Новгороде первые музыкальные классы, революционер И. А. Пискунов, к которому в феврале 1900 г. приезжал Ленин. |
| Усадьба Добролюбовых Лыкова Дамба ул., 2, 2а                                               |             | 1838—1839 гг. Государственный литературно-мемориальный музей Н. А. Добролюбова Архивная копия от 1 февраля 2009 на Wayback Machine. |
| Усадьба Голицыных Рождественская ул., 47, 47в, 47с                                         |             | 1837-1839 гг., арх. Жилярди Д. И., Кизеветтер Г. И., Леер А. Л. |
| Контора банковская (Кремлёвская полицейская часть) Кремль, Минина и Пожарского пл., корп.1 |             | С учреждением наместничества в Н. Новгороде открыли контору государственного банка, для которой Ананьин Я. А. спроектировал в кремле особое двухэтажное каменное здание. Оно возводилось в линию с северным крылом присутственных мест, ближе к Часовой башне. Здание заложено в 1785 г., отделано в 1786 г. Представляло собой П-образный в плане корпус со строгим декоративно-художественным решением: дощатой рустовкой 1-го этажа, с маскаронами над проёмами окон. После ликвидации Нижегородского наместничества в 1796 г. здание было передано под квартиры офицеров местного гарнизона, претерпело перепланировку. В 1809 г после пожара присутственных мест в него перевели уголовный и гражданский суды, через 2 года — передали под размещение кремлёвской полицейской части. В 1826—1827 гг. по проекту академика архитектуры И. Е. Ефимова здание надстроили пожарной каланчой, в 1837 г после пожара её перестроил архитектор Г. И. Кизеветтер. К празднованию 300-летия Нижегородского ополчения К. Минина и Д. Пожарского здание надстроили третьим этажом, в фигурный аттик которого поместили изображение оленя — герб Н. Новгорода. |
| Памятники регионального значения                                                           |             | |
| Дом купца А. Д. Рычина Ильинская ул., 65                                                   |             | Построен в 1840-х годах по проекту Кизеветтера. Перестроен в 1870-х годах. В 1899—1901 годах возведён пристрой с актовым залом под руководством архитектора Е. А. Татаринова. В 1934 году надстроен. С 1852 по 1858 годы в здании располагался Мариинский институт благородных девиц. С 1859 по 1918 — Мариинская женская гимназия. Сейчас это корпус ННГАСУ. |
| Дома причта Никольской церкви ул. Б. Покровская, 9а и 9б                                   |             | 1842 — 1844 годы. Два каменных дома обрамляли выход Верхнепосадской Никольской церкви на Б. Покровскую, в них располагались квартиры причта и богадельня. В начале XIX в. в одном из домов жил молодой иерей А. И. Добролюбов, в семье которого родился будущий революционер-демократ Н. А. Добролюбов. С 1844 года 1-й этаж дома арендовал купец С. Гребенщиков под галантерейные магазины. |
| Дом А. А. Чистяковой ул. Ирины Блохиной, 12                                                |             | Дом выстроен в 1841 году для дворянки Авдотьи Александровны Чистяковой. Усадьба несколько раз меняла владельцев. Последней была мещанка Баранова — до 1918 года. После национализации дом переделали в коммунальное жильё, каким и остаётся на май 2022 года. Здание признано объектом культурного наследия России. Номер памятника 5200589000 |
| Дом причта Спасо-Преображенского собора ул. Пожарского, 16                                 |             | Построен в 1842—1845 годах. До революции 1917 года в здании располагался дом причта снесённого в 1929 году Спасо-Преображенского собора — главного кафедрального храма Нижнего Новгорода. Здание признано объектом культурного наследия России регионального значения. Номер памятника 5200531000 |
|                                                                                            |             | Вы можете помочь проекту, дополнив этот список |

### Другие здания
1. Дом Ф. И. Переплётчикова, ул. Кожевенная,12.
2. Дом по ул. Черниговская, 1
3. Дом по ул. Черниговская, 3
4. Дом П. Е. Кубаревой, ул. Черниговская, 5
5. Усадьба Н. Г. Щепетовой, ул. Черниговская, 12
6. Дом священнослужителей кафедрального Спасо-Преображенского собора. Ул. Пожарского, 16.
7. Дом купца В. М. Арясова, ул. Ильинская, 23
8. Дом М. И. Редозубова, ул. Ильинская, 25
9. Дом Кузнецовых, ул. Ильинская, 26
10. Дом Обросимовых, ул. Ильинская, 41
11. Дом по ул. Ильинская, 65
12. Дом П. Петровой, ул. Ошарская, 5.
13. Здание Удельной конторы, ул. Б. Печёрская , 25.
14. Здание ул. Ильинская 74, 72
15. ул. Большая Печёрская, 37 — воссозданный в 1998 году по проекту архитектора Е. Л. Кармазиной бывший дом В. Ключарёва (проект Г. И. Кизеветтера 1839 года)

## Хронологический список проектов и построек
Легенда:
- Сохранившиеся постройки, включая восстановленные по проектам Кизеветтера;
- Несохранившиеся постройки;
- Неосуществлённые проекты;
- Проекты и постройки, состояние, либо местонахождение которых на текущий момент неизвестно.

| Изображение | Датировка                | Наименование проекта, постройки                                                | Местонахождение                                                             | Охранный статус  | Примечание | Источники |
| ----------- | ------------------------ | ------------------------------------------------------------------------------ | --------------------------------------------------------------------------- | ---------------- | --- | --------- |
|             | Первая половина XIX века | Жилой дом                                                                      | Нижний Новгород, переулок Гранитный, 1а                                     |                  | Снесён |           |
|             | 1837                     | Дом А. Клочковой                                                               | Нижний Новгород, улица Врубская, 16А (ранее — улица Варварская, 27)         | ОКН № 5230741000 | |           |
|             | 1837                     | Дом А. С. Гущина                                                               | Нижний Новгород, улица Черниговская, 7                                      | Не охраняется    | Перестроен в 1862 году по проекту архитектора Д. В. Ешевского |           |
|             | 1825—1839                | Дом Ф. А. Румянцевой                                                           | Нижний Новгород, улица Грузинская, 30                                       | ОКН № 5230519000 | Проект достройки. Первоначальный проект — архитектора И. Е. Ефимова | [ 2 ]     |
|             | 1834—1839                | Проект ансамблевой застройки Верхневолжской набережной                         | Нижний Новгород, Верхневолжская набережная                                  |                  | |           |
|             | 1836—1839                | Съезжий дом                                                                    | Нижний Новгород, улица Большая Печёрская, 34а, 34б                          | ОКН № 5201213000 | |           |
|             | 1837—1839                | Доходный дом И. А. Княгининского                                               | Нижний Новгород, улица Алексеевская, 3                                      | ОКН № 5230625000 | |           |
|             | 1837—1839                | Дом Ф. П. Переплётчикова                                                       | Нижний Новгород, улица Кожевенная, 11                                       | ОКН № 5230699000 | | [ 2 ]     |
|             | 1837—1839                | Дом П. Малеевского                                                             | Нижний Новгород, улица Кожевенная, 14                                       | ОКН № 5200592002 | | [ 2 ]     |
|             | 1837—1839                | Дом А. Л. Барышевой                                                            | Нижний Новгород, улица Черниговская, 4                                      | ОКН № 5230577000 | | [ 2 ]     |
|             | 1838—1839                | Флигель дома Ф. П. Переплётчикова (Дом В. М. Постникова)                       | Нижний Новгород, улица Кожевенная, 11                                       | Не охраняется    | В 1910—1911 годах флигель, принадлежавший В. М. Постникову, перестроен по проекту архитектора Н. М. Вешнякова |           |
|             | 1838—1839                | Дом И. А. Вяхирева                                                             | Нижний Новгород, улица Черниговская, 12б/2                                  | ОКН № 5230650005 | | [ 2 ]     |
|             | 1838—1839                | Дом М. И. Редозубова                                                           | Нижний Новгород, улица Ильинская, 25                                        | ОКН № 5200000464 | |           |
|             | 1838—1839                | Дом Спириных                                                                   | Нижний Новгород, улица Сергиевская, 18Б                                     | Не охраняется    | |           |
|             | 1838—1839                | Дом А. С. Заплатиной (И. Я. Курочкина)                                         | Нижний Новгород, улица Гоголя, 28/21                                        | ОКН № 5230510000 | |           |
|             | 1838—1839                | Усадьба Добролюбовых                                                           | Нижний Новгород, улица Лыкова Дамба, 2, 2а                                  | ОКН № 5210028000 | |           |
|             | 1839                     | Проект на постройку домов отставным нижним воинским чинам в Солдатской слободе | Нижний Новгород, два квартала по сторонам Новосолдатской улицы              |                  | Исторический район новой Солдатской слободы с деревянной застройкой перестраивался с течением времени. В настоящее время находится под угрозой полного уничтожения, в связи с планами тотальной застройки многоэтажными зданиями |           |
|             | 1839                     | Дом Т. Г. Погуляева                                                            | Нижний Новгород, улица Большая Печерская, 33                                | ОКН №            | Перестроен в 1851 году архитектором Н. И. Ужумедским-Грицевичем; в 1885 году архитектором В. М. Лемке; в 1912 году архитектором Н. А. Плотниковым                                                                                |           |
|             | 1839                     | Усадьба Е. В. Веселовской. Главный дом                                         | Нижний Новгород, на пересечении улиц Пискунова, Большой Печерской, 47/1     | ОКН № 5200619000 | | [ 2 ]     |
|             | 1839                     | Дом М. В. Абросимовой                                                          | Нижний Новгород, улица Сергиевская, 13                                      | ОКН № 5230646000 | | [ 2 ]     |
|             | 1839                     | Дом Кузнецовых                                                                 | Нижний Новгород, улица Ильинская, 26                                        | Не охраняется    | |           |
|             | 1839                     | Дом П. Рычковой                                                                | Нижний Новгород, улица Ковалихинская, 20                                    | Не охраняется    | Не сохранились элементы декоративно-художественного убранства. Снесён 24.07.2021 |           |
|             | 1839                     | Дом И. Белянина                                                                | Нижний Новгород, улица Ошарская, 32а                                        |                  | Снесён |           |
|             | 1839                     | Дом А. Степановой                                                              | Нижний Новгород, улица Алексеевская, 6/16                                   |                  | Перестроен в 1847 году по проекту архитектора И. И. Пантусова. Снесён |           |
|             | 1839                     | Усадьба Максимовых. Флигель                                                    | Нижний Новгород, улица Рождественская, 14а                                  | Не охраняется    | Проект перестройки флигеля-лавки высочайше утвердили 27 мая 1839 года |           |
|             | 1839                     | Дом купца А. Д. Рычина                                                         | Нижний Новгород, улица Ильинская, 65                                        | ОКН № 5200021000 | Впоследствии неоднократно перестраивался |           |
|             | 1839                     | Дом В. Ключарёва                                                               | Нижний Новгород, улица Большая Печерская, 37                                |                  | Воссоздан в 1998 году по проекту архитектора Е. Л. Кармазиной |           |
|             | 1839—1840                | Дом Обросимовых                                                                | Нижний Новгород, улица Ильинская, 41                                        | Не охраняется    | В 1848 году дом перестроен по проекту и под надзором архитектора Л. В. Фостикова |           |
|             | 1839—1840                | Усадьба М. Л. Пупковой. Главный дом                                            | Нижний Новгород, улица Ильинская, 94 (литера А)                             | ОКН № 5210016000 | | [ 2 ]     |
|             | 1839—1840                | Дом М. Денисовой                                                               | Нижний Новгород, улица Ковалихинская, 6                                     |                  | Снесён для строительства здания Международного центра торговли |           |
|             | 1840                     | Дом С. И. Пятова                                                               | Нижний Новгород, улица Добролюбова, 10                                      | ОКН № 5230523000 | | [ 2 ]     |
|             | 1840                     | Дом А. П. Пуговкина                                                            | Нижний Новгород, улица Ильинская, 68                                        | ОКН № 5200000493 | | [ 2 ]     |
|             | 1840                     | Дом Ермолаевых — П. Парфёнова                                                  | Нижний Новгород, улица Ильинская, 96                                        | ОКН № 5200095000 | |           |
|             | 1840—1841                | Дом М. Водовозовой                                                             | Нижний Новгород, переулок Мельничный, 5                                     | Не охраняется    | Проект дома выполнил архитектор А. Е. Турмышев. Г. И. Кизеветтер выполнил проект внутренней планировки и следил за строительством                                                                                                |           |
|             | 1840—1841                | Дом Верениновых                                                                | Нижний Новгород, улица Ильинская, 79                                        | ОКН № 5200000493 | | [ 2 ]     |
|             | 1841                     | Дом А. А. Чистяковой                                                           | Нижний Новгород, Академика Блохиной улица, 12                               | ОКН № 5200589000 | | [ 2 ]     |
|             | 1838—1842                | Дом купца В. М. Арясова                                                        | Нижний Новгород, улица Ильинская, 23                                        | ОКН № 5200598000 | |           |
|             | 1840—1842                | Дом Д. И. Климова                                                              | Нижний Новгород, улица Рождественская, 36                                   | Не охраняется    | |           |
|             | 1841—1842                | Дом С. Я. Никлауса                                                             | Нижний Новгород, улица Минина, 25                                           | ОКН № 5210030000 | |           |
|             | 1842                     | Дом И. Благообразова                                                           | Нижний Новгород, улица Октябрьская, 33                                      |                  | Снесён для строительства офисного здания |           |
|             | 1842                     | Дом Н. И. Белильникова — Н. Н. Телехова                                        | Нижний Новгород, улица Ильинская, 68                                        | ОКН № 5200000353 | Атрибуция неточна. Точное имя автора проекта неизвестно, так как последний не сохранился. Предположительно авторами могли быть: архитекторы Г. И. Кизеветтер, А. Е. Турмышев или М. П. Камышников                                | [ 2 ]     |
|             | 1842                     | Дом Ф. Евланова (Дом, в котором жил революционер П. Н. Скворцов)               | Нижний Новгород, улица Ульянова, 43                                         | ОКН № 5200565000 | Частично утрачен. Оригинальный деревянный декор заменён на пластик |           |
|             | 1842                     | Дом А. И. Надеждиной — М. А. Комаровой                                         | Нижний Новгород, улица Малая Покровская, 14                                 | ОКН № 5200583000 | Перестроен в 1861 году по проекту Н. И. Ужумедского-Грицевича. В 2018 году утрачен флигель. | [ 2 ]     |
|             | 1842                     | Дом А. Степановой                                                              | Нижний Новгород, улица Алексеевская, 6/16                                   |                  | Перестроен в 1847 году по проекту архитектора И. И. Пантусова. Снесён |           |
|             | 1843—1844                | Дом П. Петровой                                                                | Нижний Новгород, на пересечении улиц Ошарской и Октябрьской, 5/31 (литер А) | ОКН № 5200000298 | | [ 2 ]     |
|             | 1843—1844                | Дом С. С. Долганова                                                            | Нижний Новгород, улица Ильинская, 50                                        | ОКН № 5210013001 | | [ 2 ]     |
|             | 1843—1844                | Дом М. В. Медведева                                                            | Нижний Новгород, улица Черниговская, 6                                      | ОКН № 5230649000 | | [ 2 ]     |
|             | 1844                     | Городская усадьба. Жилой дом                                                   | Нижний Новгород, улица Пискунова, 30                                        | ОКН № 5200678000 | | [ 2 ]     |
|             | 1842—1845                | Дом причта Спасо-Преображенского собора                                        | Нижний Новгород, улица Пожарского, 16                                       | ОКН № 5200531000 | | [ 2 ]     |
|             | 1842—1846                | Дома причта Никольской церкви                                                  | Нижний Новгород, улица Большая Покровская, 9 (литер А1, А2)                 | ОКН № 5200690000 | | [ 2 ]     |
|             | 1843—1846                | Дом М. А. Полтанова                                                            | Нижний Новгород, улица Ильинская, 51                                        | ОКН № 5200603000 | |           |
|             | 1846                     | Жилой флигель усадьбы мастерового М. Ф. Телогреева — купцов Алексеевых         | Нижний Новгород, улица Грузинская, 7Б                                       | Не охраняется    | Перестроен в 1869 году. В 1895 году перестроен снова, по проекту архитектора Н. Д. Григорьева — в таком виде дом сохранился до настоящего времени                                                                                |           |
|             | 1838—1847                | Дом П. Е. Кубаревой                                                            | Нижний Новгород, улица Черниговская, 5                                      | ОКН № 5230648000 | | [ 2 ]     |
|             | 1854                     | Дом жилой Жарковой                                                             | Нижний Новгород, улица Ильинская, 74                                        | ОКН № 5200000495 | | [ 2 ]     |